# Humane Society of the United States
 (juillet 2013).
Humane society of the United States (HSUS) est une organisation américaine basée à Washington qui a pour but de promouvoir la défense des animaux à l'échelle internationale. Comptant plus de onze millions de membres, c'est une des organisations protectrice des animaux les plus importantes dans le monde.

## Histoire
C'est en 1954 que naquit The Humane Society of the United States à l'initiative du journaliste Fred Myers et de trois autres journalistes. Les fondateurs se sont inspirés de deux fondements philosophiques basés sur le respect de la vie et de la nature. Le premier fondement provient du médecin et théologien Albert Schweitzer et le deuxième de l'écrivain américain Joseph Wood Krutch.
Il s'agissait alors d'une nouvelle forme d'organisation puisque les quatre fondateurs souhaitaient mener un combat contre la cruauté animale dans tout le pays. Ainsi, ils avaient pour objectif de défendre la cause animale en élaborant une stratégie allant au-delà de la capacité des organisations locales. Autrement dit, les actions de HSUS complètent le travail des associations locales.
Dans un premier temps, ils commencent par mettre en cause l'abattage des animaux avec violence et cruauté. Ils font de ce premier combat, un moyen de promotion et d'adhésion à la cause. Quatre ans après la création, l'organisation réussit à faire voter une loi sur l'abattage. HSUS connaît alors son premier succès de portée nationale.
Son deuxième combat porte ensuite sur l'expérimentation animale. L'organisation montre alors les conditions insalubres dont souffrent les animaux en envoyant des enquêteurs au sein même des laboratoires de recherche. En 1961, une enquête est lancée sur les animaux utilisés dans les laboratoires ainsi que sur le commerce de chiens. Cela finit par payer et en 1966, le magazine « Life » publie un reportage photo sur les locaux d'un commerce de chiens dans le Maryland. Le reportage provoque de multiples réactions et des dizaines de milliers d'Américains écrivent à leurs représentants au Congrès afin de réclamer des mesures pour protéger les animaux. La même année, le Congrès américain approuve la loi The Laboratory Animal Welfare Act rebaptisée ensuite « Animal Welfare Act of 1966 ».
Au fur et à mesure, les actions de l'organisation se diversifient et se multiplient. Parmi elles, la diminution des chiens errants et des chats de gouttière ou encore la réforme des pratiques d'euthanasie... Dans les années 1970, The Humane Society of the United States élargit son champ d'actions et se lance dans la protection de la faune sauvage et des mammifères marins.
En 2004, un nouveau PDG et président est nommé : Wayne Pacelle. Il est considéré comme l'un des défenseurs de la cause animale les plus importants du pays car il est l'ancien directeur exécutif de The Fund for Animals. Il souhaite alors développer l'organisation en influençant les politiques publiques.
L'entreprise évolue vite grâce à Wayne Pacelle puisqu’il permet la collaboration de la HSUS avec l'association Fund for Animals en 2005 ainsi qu’avec The Doris Day Animal League en 2006. Ces deux partenariats ont rendu possible la création de plusieurs services tels que la communication, un service spécialisé dans les litiges, les pétitions et les soins directs pour les animaux…
En juin 2007, HSUS lance Humane Wildlife Services, un programme permettant aux habitants de faire appel à l'organisation lorsque des animaux sauvages se retrouvent chez eux.
En 2008, HSUS réorganise ses activités de soins vétérinaires et créée une nouvelle entité, The Humane Society Veterinary Medical Association en collaboration avec The Association of Veterinarians for Animal Rights (AVAR).
L'été 2010, HSUS nomme la chanteuse américaine Kesha comme première ambassadrice mondiale pour les animaux pour leur branche internationale, The Humane Society International.
Depuis sa création, The Humane Society of the United States a mené de nombreux combats. On compte de nombreux succès tels que l'adoption de la politique « cage-free », l'interdiction d'abattre des chevaux, l'interdiction des combats d'animaux, l'accord avec le Département américain de l'agriculture concernant les lois fédérales sur les transports des animaux de ferme, une loi interdisant les combats de coqs, l'adoption d'une loi exigeant d'inclure les animaux dans les scénarios de planification en cas de catastrophe...

## Missions
The Humane Society of the United States possède cinq refuges dans le pays. Les objectifs de l'organisation sont d'encourager les bonnes pratiques et de fournir des aides aux organismes locaux. Son combat porte principalement sur la diminution des souffrances animales inutiles en tentant de trouver des solutions pour y remédier.
HSUS fonctionne avec des campagnes publicitaires et un marketing visant à l'adoption de nouvelles lois ou à l'amélioration de lois déjà existantes. Elle met aussi en place des campagnes de relations publiques et des partenariats afin de sensibiliser et d'éduquer le grand public sur le traitement des animaux. Enfin, elle organise des conférences dans tout le pays et travaille en partenariat avec des écoles pour apprendre aux enfants une bonne attitude envers les animaux et leur permettre de l'adopter.
Les campagnes de l'organisation sont axées sur plusieurs thèmes : l'élevage industriel d'animaux de ferme, les sports et autres divertissements impliquant la violence sur les animaux, le commerce de fourrure et la protection des animaux domestiques et sauvages.

### Les animaux domestiques
L'organisation se bat pour la protection des animaux domestiques et contre leur abandon. Pour cela, la « companion-animals section » fournit des informations au grand public sur les principaux soins vétérinaires à connaître. Elle aide également des refuges et cliniques vétérinaires afin d'améliorer leurs services. HSUS favorise aussi la stérilisation et la castration des animaux de compagnie pour éviter une surpopulation telle que l'augmentation de chiens et chats errants oblige à l'euthanasie.

### Les animaux dans le sport
L'organisation lutte contre tous les sports et divertissements impliquant l'utilisation d'animaux. Ainsi, elle s'oppose aux courses de lévriers et à tous les combats d'animaux. De plus, elle agit pour limiter la présentation et l'exploitation d'animaux en spectacle dans les zoos, les cirques, les aquariums et toutes autres formes de divertissement.

### Les animaux dans les élevages industriels
The Humane Society of the United States se démène pour arrêter toute souffrance animale dans les élevages et abattoirs. Elle encourage donc le grand public à réduire sa consommation de viande et à choisir des produits issus d'un élevage sans souffrance. C'est d'ailleurs dans cet objectif que l'organisation a notamment apporté son soutien à Beyond Meat, une compagnie tentant de produire des substituts de viande très similaires à la viande.
Les actions de l'organisation concernent également la fourrure animale puisqu'elle s'oppose totalement à cette pratique et dénonce les conditions insalubres où vivent les animaux élevés pour la fourrure.

### Les animaux sauvages
HSUS lutte contre la possession par des personnes privées d'animaux exotiques. Elle souhaite améliorer la législation dans les États qui acceptent encore cette pratique. Elle s'oppose aussi à la chasse de tout animal pour en faire des trophées. En revanche l'Humane Society of the United States n'est pas contre la chasse lorsque celle-ci est contrôlée et qu'elle est faite pour des besoins alimentaires ou pour contrôler une certaine population quand cela est jugé nécessaire.[réf. souhaitée]

## Fonctionnement institutionnel
Comme la plupart des organisations à but non lucratif, The Humane Society of the United States est majoritairement financée par les dons de ses membres ainsi que par des subventions gouvernementales. En 2009, HSUS déclare recevoir plus de 160 millions de dollars.
L'organisme est géré par un conseil d'administration composé de 27 membres. Chaque membre est bénévole et aucun ne reçoit de rémunération de l’organisation. The Humane Society of the United States est divisé en sept bureaux régionaux.
Dans le cadre de son engagement envers la transparence, HSUS met son rapport annuel en ligne chaque année sur son site officiel.

## Genesis Awards
Chaque année, en mars, à Hollywood, l'association organise une cérémonie de remise de prix en faveur de médias (cinéma, télévision, journaux) pour des œuvres favorisant la défense des animaux. Les prix sont intitulés Genesis Awards (en), et incluent les Brigitte Bardot International Awards.